# Isle Escape The House
Isle Escape: The House è un videogioco della serie Isle Escape per Android e iOS pubblicato nel 2020.

## Trama
Il gioco ha inizio sull’isola di Goll nella casa di Mrs. Redove, una medium costretta alla reclusione poiché vittima di una caccia alle streghe orchestrata da Padre Black, leader di una setta all’interno del villaggio.
Il giocatore deve risolvere gli enigmi e i puzzle che trova in ogni stanza della casa per riuscire a trovare una via di fuga.

## Personaggi
Mrs. Redove
Mrs. (Clara) Redove è una veggente che vive nella casa un tempo appartenente ad una donna nota come “Madre”.
Portata da bambina sull’isola di Goll attraverso uno specchio, insieme ad altri ragazzi dotati di poteri speciali, Clara fu costretta a vivere con loro sotto l’ala protettiva di “Madre”  finché l’equilibrio familiare non venne turbato da un tentativo di fuga da parte dei fratelli adottivi.